# Boesmansgat
Boesmansgat (ou Bushman's Hole en anglais) est une cavité souterraine sud-africaine noyée (sinkhole en anglais, ou cénote), située dans la province du Cap du Nord. Elle est profonde de plus de 280 mètres environ.

## Historique
Boesmansgat aurait été partiellement explorée pour la première fois par le plongeur amateur Mike Rathbourne, en 1977.
Le plongeur Nuno Gomes (diver) (en) atteint la profondeur de 283 mètres en 1996, battant ainsi le record de profondeur en plongée souterraine,. La cavité étant située à une altitude de 1500 mètres, la plongée y est particulièrement risquée, nécessitant des paliers de décompression équivalent à une plongée à 339 mètres de profondeur. Lors de sa plongée, Gomes fut bloqué par la vase au fond pendant 2 minutes avant de pouvoir s'en échapper.
Le 26 mars 2021, Karen Van Der Oever y établit le record féminin de profondeur en atteignant la profondeur de 236,04 mètres, battant le précédent record de 221 mètres de Verna van Schaik en 2004.

## Accidents
- En 1993, Eben Leyden décède après s'être évanoui à une profondeur de 60 mètres. Leyden fut immédiatement remonté par son coéquipier Boetie Sheun mais n'a pas pu être réanimé[6].
- En 1994, Deon Dreyer décède pendant la remontée à une profondeur de 50 mètres[7],[4],[8]. Son corps est resté dans la cavité pendant 10 ans jusqu'à ce qu'il fut découvert à une profondeur de 270 mètres par le plongeur David Shaw.
- Le 8 janvier 2005, David Shaw décède pendant sa tentative de récupérer le corps de Deon Dreyer. ( Don Shirley, un ami proche de David Shaw et son coéquipier a failli lui aussi y perdre la vie, ayant subi des dommages permanents aux oreilles qui ont altéré son équilibre[4]). Le 12 janvier 2005, les corps de Dreyer et de Shaw ont finalement été récupérés près de la surface, alors que les membres de l'équipe de plongée récupéraient l'équipement technique[7],[8].